# اشتورم‌گشوتس ۴
اشتورم‌گشوتس ۴ (به آلمانی: Sturmgeschütz IV) (عنوان تدارکاتی: Sd.Kfz. 167) معروف به اشتوگ ۴ (به آلمانی: StuG IV)، یک توپ تهاجمی ساخت آلمان در اواخر جنگ جهانی دوم بود که توسط شرکت کروپ بر پایه شاسی تانک پنزر ۴ طراحی و توسط ورماخت عموماً در نقش زره‌پوش ضدتانک در جبهات مختلف به کار گرفته شد.
این زره‌پوش اساساً سازه‌فوقانی اشتوگ ۳ مدل گه بر بدنه تانک پنزر ۴ بود. تنها تغییر قابل توجه در سازه فوقانی جلوتر آمدن جایگاه راننده برای پوشش دادن به اختلاف طول بدنه بود. با وجود این که اشتوگ ۴ از تسلیحات همانند پنزر ۴ ولی با محدودیت چرخش استفاده می‌کرد، سطح مقطع پیشین کوچک‌تر زره‌پوش ارزش بیشتری برای آن ایجاد می‌کرد به وجهی که از ماه ژاویه سال ۱۹۴۴ کروپ تولیدات خود را از پنزر ۴ به اشتوگ ۴ کاملاً تغییر داد.